# تورنت فارما
تورنت فارما (انگلیسی: Torrent Pharma) شرکت داروسازی هندی است، که در سال ۱۹۵۹ توسط یو. آن. مهتا تأسیس شد.